# Holly Mills
Holly Mills (n. 15 aprilie 2000) este o atletă britanică născută în Andover, Hampshire ce concurează pentru Blackheath și Bromley Harriers Athletic Club. A început atletismul la vârsta de 8 ani. La 14 ani a câștigat titluri pentru diferite Școli și concursuri Naționale. Pe data de 20 iulie 2017 a câștigat medalia de aur în Nassau, Bahamas pentru săritura în lungime, reprezentând Anglia.